# Edin Karamazov
Edin Karamazov (* 1965 in Zenica, Bosnien und Herzegowina, Jugoslawien) ist ein bosnischer Gitarrist und Lautenist.

## Karriere und Leben
Karamazov studierte zuerst Gitarre und danach Laute bei Hopkinson Smith an der Schola Cantorum Basiliensis. Er begann seine Karriere als Gitarrist und gab 1998 sein Debüt als Lautenist. Karamazov arbeitete zusammen mit Ensembles wie Hespèrion XX, L’Arpeggiata, Hilliard Ensemble, Mala Punica, Orpheus Chamber Orchestra und mit Künstlern wie Andreas Scholl, Maria Cristina Kiehr und Arianna Savall. 2006 veröffentlichte er zusammen mit dem Rockmusiker, Komponisten und Sänger Sting ein Album mit dem Titel Songs from the Labyrinth mit Liedern des englischen Komponisten John Dowland. Die CD, die im Oktober des Jahres bei der Deutschen Grammophon erschien, beinhaltet überwiegend Gesang zur Laute, aber auch Instrumentalstücke. Am 4. und 9. Oktober 2006 fanden in London und New York Konzerte statt, in denen Edin Karamazov und Sting zusammen mit dem Gesangsensemble Stile antico erstmals das Album live vorstellten. Das Londoner Konzert in der Kirche St. Luke’s wurde von BBC Radio 3 aufgezeichnet. Am 23. Oktober 2006 gab es auch in Berlin ein Konzert mit diesem Programm. Im Februar und März 2007 begleitete Edin Karamazov Sting auf einer vierwöchigen Europatour, die unter anderem nach Deutschland führte. Seit 2019 bildet er mit Pavel Steidl ein Gitarrenduo, das vorwiegend Konzerte mit romantischer Musik auf historischen Instrumenten gibt.